# 2014年平壌高層住宅崩壊事故
平壌高層住宅崩壊事故（ぴょんやんこうそうじゅうたくほうかいじこ、朝鮮語: 평양 아파트 붕괴사고）とは、2014年5月13日に北朝鮮の首都である平壌直轄市の平川区域鞍山一洞にて、23階建ての高層マンションが崩壊した事故である。手抜き工事が原因とされている。
現場は平壌駅の北西に位置し、特権階級が多く居住する地域であった。
このマンションは政府の財源確保のために資本主義方式で分譲されたものであり、朝鮮労働党や朝鮮人民軍、投資家などが居住していた。事故当時92世帯が既に入居しており、約500名が犠牲となった。

## 事故までの経緯
2009年に、金正日は平壌10万戸建設事業という計画の実行を開始したものの、開始直後から建設資材や労働者、資金が不足し、正日の死後に金正恩へと指導者が交代してからも幹部からも計画に反対する意見が出ていた。
事故が発生したマンションは2011年に建設を開始し、23階建てで92世帯が入居可能なマンションとなる予定であった。1戸あたり最大200 m2の広さがあった。建設資金は、国家安全保衛部（現・国家保衛省）の部門長を夫にもつ資産家の女性が出資し、投資の見返りとして、マンションの半分の入居権を獲得した。建設工事は、北朝鮮最大の国営ゼネコンである人民保安部（現・人民保安省）の7総局が担当し、4割の入居権を獲得した。残りの1割は平川区域の朝鮮労働党と行政機関に割り当てられた。このマンションには、国家安全保衛部や警察の幹部が居住していた他に、外貨稼ぎの担当者や商店の経営者も約3万ドルの入居金を支払い、入居していたとされている。
建設工事は工期が最優先され、利益率を向上させるために、規定違反である鉄筋の量の削減や不良品である建材の流用を行っていたとされる。また、工事現場の作業員や近隣住民が、生活費を稼ぐために、工事資材の窃盗も行われていたとされている。作業員はセメントを弁当箱などに隠して盗み、闇市場で転売を行っていたとされている。この際、セメントはリュック1袋あたり2ドルで買い取られていたとされており、これは労働者の月給の約6-7倍ほどであったとされている。責任者も賄賂を受け取っていたため、事故が起きるまで問題が発覚することはなかったとされている。
2013年11月末に大部分の工事が完了した直後から、マンションが傾いているとの指摘がされていた。このとき、マンションは内装工事が完了していなかったものの、北朝鮮では通例として、工事が一定のところまで完了した時点で入居が始まり、内装工事は入居者が行うため、既に入居していた。事故時点では、4階部分までが完工していた。

## 事故後
5月13日の午後6時ごろ、内装工事に使用する目的で運び込まれた砂や砂利の負荷に耐えることが出来ず、4階東側の外壁に亀裂が入ったことで、マンションは崩壊した。事故当時、マンション内には建設工事の作業員、7総局の担当者、マンションの住民、引越し祝いへの招待客がおり、犠牲者は450人から500人とされている。また、1階部分には軍の建設指揮部があったため、指揮部の一部メンバーも犠牲となった。
事故が平壌市内でも外国人が利用する施設近辺で発生したため、隠蔽することが出来ず、金正恩は1週間以内に事故の後処理を終わらせ、痕跡を全て消去するよう命令した。7総局は救助活動や遺体の収容作業をせずに、重機によって瓦礫を撤去した。瓦礫の中からちぎれた手足が次々と発見され、平壌赤十字病院に移送後、遺族に返却された。
その後、金正恩の指示によって合同告別式が行われ、朝鮮労働党中央委員会主導で義援金集めが行われ、死者1人当たり3,000ドルが支払われた。マンションの再建設も無償で行われ、内装費も中央委員会が負担した。その上、北朝鮮として異例となる、建設責任者である崔富一人民保安部長、7総局のソヌ・ヒョンチョル局長、平壌市人民委員会の車熙林委員長、平川区域のリ・ヨンシク党責任秘書ら4人を遺族に向けて謝罪させ、その様子を朝鮮労働党の機関紙である労働新聞に写真入りで報道させた。責任者は解任、左遷、降格処分を受けた。そのうち、崔富一は12月に少将へ降格、ソヌ・ヒョンチョルは解任と同時に強制収容所に送られ、設計・施工を担当した技術者4人が銃殺刑となったとされている。

## 事故原因
事故直後に、国防委員会（現・国務委員会）設計局と常務局、内閣建設監督省によって事故原因の調査が行われた結果、以下の事実が判明した。
- 計画では20階建ての予定であったが、勝手に23階建てに変更されていたこと。
- 鉄筋が規定の3分の1しか入れられていなかったこと。
- 平壌近郊にある祥原、順川の工場で作られた高強度セメントではなく中国から輸入した不良品のセメントを利用して工事を行っていたこと。